# Leadenhall Street

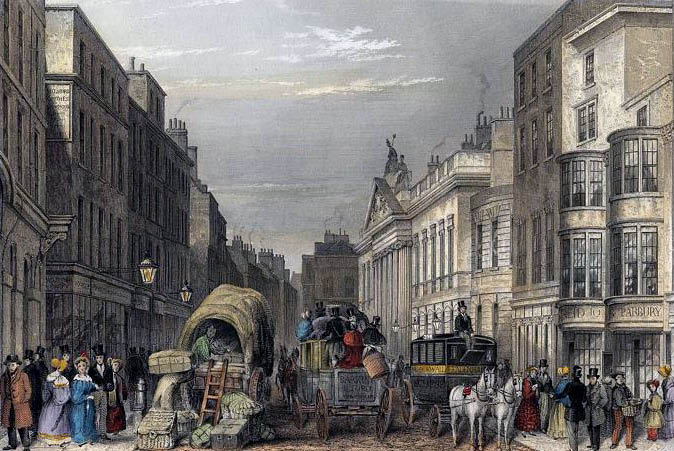
Bild av Leadenhall Street, publicerad 1837

Leadenhall Street, gata i City of London, mellan Gracechurch Street i väst, och Aldgate i öst. Här finns East India House.
Närmaste London Undergroundstation är Aldgate station (Circle line och Metropolitan lines) och den närmaste järnvägsstationen är Fenchurch Street station.